# Lestoideidae
Die Lestoideidae sind eine Familie der Kleinlibellen mit Verbreitung fast ausschließlich in Australien. Sie umfasst die beiden Gattungen Lestoidea und Diphlebia mit insgesamt neun Arten.

## Merkmale
Die Familie umfasst zwei Gattungen, die auf den ersten Blick völlig verschieden aussehen. Lestoidea sind mittelgroße bis große Kleinlibellen, die schwarz bis dunkelbraun gefärbt sind, mit orangen, grünlichen oder blauen Zeichnungselementen. Das Pterostigma der Flügel ist auffallend lang. Diphlebia-Arten sind auffallend groß und robust gebaut. Die Männchen sind leuchtend blau oder blaugrün und schwarz gezeichnet und besitzen schwarz oder weiß gefärbte Streifen oder Male auf den sonst hyalinen Flügeln. Es ist nicht möglich, die Familie anhand der Körpergestalt oder des Flügelgeäders von verwandten Gruppen wie den Amphipterygidae sicher abzugrenzen. Lestoideidae sitzen meist mit halb geöffneten, nicht zusammengelegten Flügeln.
Ähnlicher und, neben molekularen Merkmalen, ausschlaggebend für die Definition der Familie sind die Merkmale der Larven. Bei diesen sind der Körper und die Beine markant abgeflacht, das Hinterhaupt des Kopfes konkav, die siebengliedrigen Antennen länger als der Kopf. Am Hinterende sind alle drei Schwanzanhänge (Epiprokt und Paraprokte) nicht, wie sonst typisch, blattartig, sondern ballonartig aufgetrieben und weich, ohne schuppenförmige Setae.

## Verbreitung

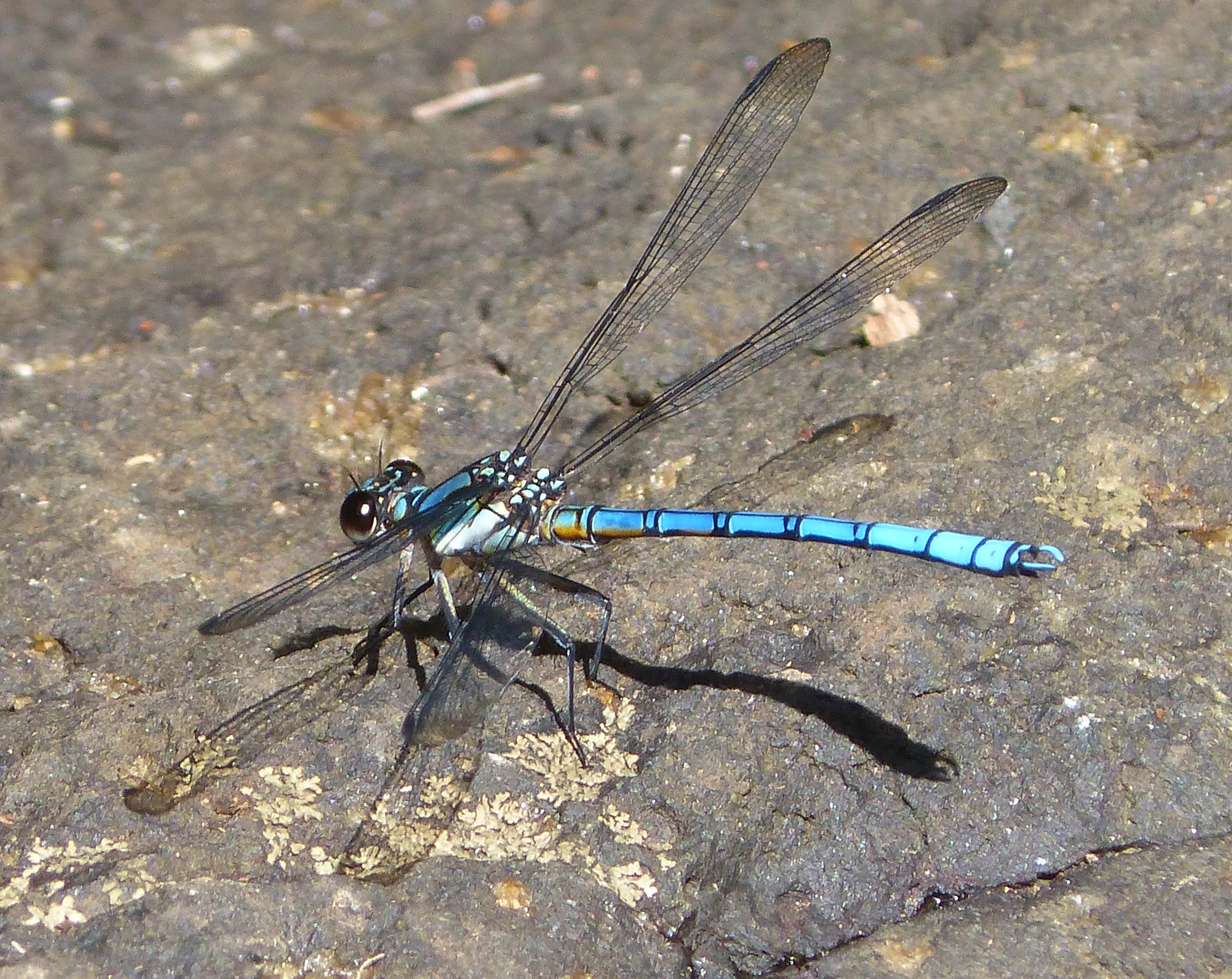
Diphlebia lestoides

Alle Arten leben in Australien, mit einer Ausnahme, die auch auf Neuguinea vorkommt.
Die Arten der Gattung Lestoidea kommen nur an Bächen im tropischen Regenwald im Nordosten von Queensland vor. Die Diphlebia-Arten sind beschränkt auf die Regionen nahe der australischen Ostküste. Auch ihre Larven sind auf Fließgewässer (Bäche und Flüsse) beschränkt, manche besiedeln auch zeitweise austrocknende (intermittierende) Gewässer, wo die Larven in Resttümpeln überdauern. Diphlebia euphoeoides kommt als einzige Art auch außerhalb Australiens, auf Neuguinea, vor.

## Taxonomie und Systematik
Die Gliederung der traditionell in den Amphipterygidae sensu lato zusammengefassten Gattungen anhand morphologischer Merkmale erwies sich als schwieriges Problem, bei dem die klassischen Bearbeiter keine Einigung erzielen konnten. Die Gruppe galt immer als artenarme Reliktgruppe mit pantropischer Verbreitung. In einer morphologischen Bearbeitung anhand larvaler Merkmale stellte Novelo-Gutierrez im Jahr 1995 die Gattungen Lestoidea, Diphlebia und die asiatische Philoganga in eine gemeinsame Familie Diphlebiidae. Van Tol zeigte kurz darauf, dass die Familie, aus nomenklatorischen Gründen, den Namen Lestoideidae tragen muss. Die Position der Gattung Philoganga, die danach einige Zeit in der Familie geführt wurde, wurde später als problematisch eingeschätzt und ist bis heute ungeklärt, sie wird aber gewöhnlich nicht mehr in die Familie Lestoideidae mit einbezogen. Da die Zusammengehörigkeit der Gattungen Lestoidea und Diphlebia, die anhand morphologischer Merkmale nicht eindeutig ist, in molekularen Studien bestätigt worden ist, hat sich diese Einstufung durchgesetzt. Da es sich bei den Gattungen um Schwestergruppen handelt, können sie, je nach taxonomischer Auffassung, als separate Unterfamilien oder (gestützt auf eine etwas andere taxonomische Auffassung) sogar weiterhin als separate Familien betrachtet werden. Dieser Auffassung zufolge wären die Lestoideidae monotypisch, die Gattung Diphlebia würde in eine eigene Familie Diphlebiidae gestellt. Diese Auffassung wird vor allem von Gunther Theischinger vertreten.
Der Name der Familie ist abgeleitet von Lestoidea Tillyard, 1913. Dieser bezieht sich auf die (u. a. europäische) Gattung Lestes aus der Familie der Binsenjungfern (Lestidae). Lestoidea bedeutet in etwa: ähnlich zu Lestes.

### Arten
Lestoidea (In Australien: „Bluebirds“)
- Lestoidea barbarae Watson, 1967
- Lestoidea brevicauda Theischinger, 1996
- Lestoidea conjuncta Tillyard, 1913
- Lestoidea lewisiana Theischinger, 1996

Diphlebia (in Australien: „Rockmasters“)
- Diphlebia coerulescens Tillyard, 1913
- Diphlebia euphoeoides Tillyard, 1907
- Diphlebia hybridoides Tillyard, 1912
- Diphlebia lestoides (Selys, 1853)
- Diphlebia nymphoides Tillyard, 1912